# ویکتوریا (فیلم ۲۰۱۵)
ویکتوریا (به آلمانی: Victoria) یک فیلم درام جنایی آلمانی محصول سال ۲۰۱۵ و به کارگردانی سباستین شیپر است. این فیلم در جشنواره فیلم تورنتو نیز به نمایش درآمد.

## داستان
داستان فیلم دربارهٔ ۴ جوان خلافکار برلینی است که در یک نایت کلاب متوجه حضور یک دختر جوان اسپانیایی به اسم ویکتوریا می‌شوند و در حین بازیگوشی‌های مستانه از وی می‌خواهند به شبگردیشان در برلین بپیوندد. ویکتوریای تازه‌وارد که فقط انگلیسی بلد است و علی‌رغم آن‌که صبح زود باید سر کارش در کافه‌ای برود از روی سادگی و کنجکاوی و البته تنهایی، به درخواست آنها جواب مثبت می‌دهد. به این ترتیب یک شب واقعی برلینی برای وی شروع می‌شود که همراه است با خلافکاری‌های شبانه چهار جوان الکی‌خوش که شرارات‌هایی نیز کرده‌اند و از شرارت‌های سابق شان هم تعریف می‌کنند.
اما برخلاف انتظار، ۴ جوان رفتاری جوانمردانه و مهربان از خود بروز می‌دهند و همه به جز یکی که به نظر می‌آید ویکتوریا هم از او خوشش آمده، او را خواهر صدا می‌کنند. آنها حتی تلاش می‌کنند خلاف‌های قدیمی شان را پیش او ناچیز جلوه دهند و آدم‌های خوبی به نظر برسند. آدم‌های خوبی که تنها عیبشان این است که غرق لذت جوانی و بی‌خیالی و رفاقت بازی و …هستند.